# تامي بومونت
تامي بومونت (11 مارس 1991 في المملكة المتحدة - ) (بالإنجليزية: Tammy Beaumont)‏ هي لاعبة كريكت بريطانية. شاركت مع منتخب إنجلترا للكريكت.

## وصلات خارجية
- تامي بومونت على موقع إي آس بي آن كريك إنفو (الإنجليزية)